# رشاد مراد
رشاد محمد ثابت مراد (1970) طبيب أسنان عربي سوري الأصل ولد في الرياض من عائلة دمشقية معروفة عاش في الجمهورية العربية السورية وتخرج من ثانوية ابن خلدون عام 1987 والحق بكلية طب الأسنان في جامعة البعث وتخرج حاصلاً على المرتبة السابعة على دفعته عام 1992، صاحب اختراع جسر مراد  للإسنان الذي يحتوي على دمية تدعى أيضاً «دمية مراد» وهي تعديل للدمية المستخدمة في الجسر المصنوع من الخزف على معدن لكنها في هذه الحالة تصنع من الاكريل بدلاً من الخزف الأمر الذي يخفف من وزن الجسر ويقلل من القوى الإطباقية المطبقة على الدعامات السنية، ويؤمن استناداً نسيجياً للدمية، ويستخدم الجسر كحل بديل عن معالجات أخرى مستطبة ولاسيما في بعض الحالات السريرية الخاصة التي تتطلب إنقاص القوى الإطباقية المطبقة على الدعامات. يذكر هنا حصوله على عدة شهادات:طب أسنان، صيدلة، إدارة، صحة عامة، أدوية، زرع أسنان.

## حياته ودراسته
بعد تخرجه من كلية طب الأسنان عام 1992 التحق بخدمة العلم في رابطة المحاربين القدامى في منطقة السبكي في دمشق كطبيب أسنان يعالج المحاربين القدامى وعائلاتهم وذلك بين نوفمبر 1992 وحتى 1994.
درس الإدارة في معهد التنمية الإدارية في جامعة دمشق وتخرج منها عام 1995 وبذلك يكون من أوائل الأطباء الذين درسوا الإدارة.
درس اختصاص الصحة العامة بالتعاون مع منظمة الصحة العالمية وتخرج منها عام 1997 وتم تعيينه في الإدارة المركزية في وزارة الصحة في الجمهورية العربية السورية في مديرية صحة الأسنان.
لم يتوقف سعيه نحو التحصيل العلمي وخاصة فيما يدعم تخصصه فدرس الصيدلة في جامعة دمشق وتخرج منها عام 1999 وتابع دراسته لنيل الدبلوم والماجستير في الصيدلة واستمر وتابع دراسته في مجال الصيدلة وحاز على درجة الدكتوراه عام 2008 باختصاص علم تأثير الأدوية بتقدير امتياز بعد الدفاع عن رسالته «تأثير مضادات الاكسدة في الوقاية من السرطان الفموي شائك الخلايا لدى الهامستر» وكان بلجنة المناقشة الدكتور اياد الشطي أستاذ التشريح المرضي الشهير ووزير الصحة الأسبق والدكتور انطون اللحام أستاذ الصيدلانيات.
عميد كلية الصيدلة بجامعة دمشق والدكتور رامز رستم أستاذ علم الادوية بجامعة البعث وعميد كلية الطب السابق والأستاذ الدكتور عزام الجندي أستاذ تقويم الأسنان والبحث العلمي عميد كلية طب الأسنان السابق والأستاذ الدكتور سوسن الماضي أستاذ ورئيس قسم علم الأدوية والسموم بكلية الصيدلة بجامعة دمشق.
نال جائزة الباسل للعلوم والأبحاث الصحية عامي 1999 و 2001 عين مديراً لصحة الفم والأسنان في سورية ومديراً لبرنامج تعزيز صحة الفم والأسنان مع منظمة الصحة العالمية بين عام 2002 و 2010.
عين أستاذاً مساعداً في جامعة دمشق ومن ثم أصبح أستاذاً في عام 2020
```
[
5
]
[
6
]
```

## حياته العملية
تقلّد الدكتور رشاد عدة مناصب في مجال الصحة حيث تم تعينه مديراً لصحة الفم والأسنان في الجمهورية العربية السورية ومديراً لبرنامج تعزيز صحة الفم والأسنان على المستوى الوطني بالتعاون مع منظمة الصحة العالمية W.H.O بين عامي 2002 و 2010 كما أنه أستاذ استشاري في هذه المنظمة  ،  كما عين مدرساً في جامعة دمشق يدرس علم الأدوية في كلية الصيدلة عام 2010، تم انتخابه كنقيب لأطباء الأسنان في دمشق عام 2006 وتم تجديد انتخابه عام2010 وحتى تاريخه.
عين رئيساً للمجلس العلمي السوري باختصاص الصحة العامة الفموية منذ عام 2008 وحتى تاريخه.
كما يمارس مهنته كطبيب أسنان في دمشق منذ عام 1993 وحتى الآن وتميز في طب الأسنان الجميلي حيث نال العضوية الأكاديمية الأمريكية لطب الأسنان التجميلي منذ  2006 وحتى تاريخه.
لم يتوقف الدكتور رشاد عند البحث العلمي بل أسس مركزاً طبياً في دمشق باسم الرعاية السنية المتطورة لمعالجة وتجميل الأسنان يقوم فيه مع كادر طبي من مساعديه بتقديم كافة الخدمات الطبية وأهمها التجميلية منذ عام 2009
كان له حضور في المحافل الدولية حيث زار العديد من جامعات العالم كطبيب زائر أو محاضر مثل جامعة لندن ببريطانيا وجامعة زيورخ بسويسرا وجامعة كوبنهاغن بالدنمارك وجامعة فيينا بالنمسا وجامعو أوسلو بالنروج وجامعة كاليفورنيا بالولايات المتحدة الأمريكية وجامعة الرباط بالمغرب وجامعة القاهرة بمصر وجامعة حلب وجامعة تشرين بسوريا.
يحاضر في الجامعات السورية دمشق والبعث والقلمون والدولية للعلوم والتكنولوجيا والسورية الدولية للعلوم والتكنولوجيا بكليات طب الأسنان والصيدلة باختصاصات طب الأسنان التجميلي - علم الأدوية والصحة العامة وذلك منذ عام 2003.
في تاريخ 12 مايو من عام 2015 تم تعينه من قبل المجلس الدولي للزراعة الفموية ICOI رئيساً دولياً ممثلاً لهم في الجمهورية العربية السورية.
ومن ثم أُعيد انتخابه لنفس المنصب في العام 2019. تم ايقافه عن العمل من قبل لجنة تسيير الاعمال في جامعة دمشق في شهر يناير من عام ٢٠٢٥ بعد سقوط النظام، بسبب قيامه بالابلاغ عن طلاب ابان الثورة السورية هذا غير الاخطاء الطبية القاتلة التي كان يمارسها.

## اسهاماته في مجال طب الأسنان
إن أهم انجازاته في مجال طب الأسنان هو اختراعه المسمى جسر مراد والذي نال عليه براءة اختراع مسجلة برقم WO2013137835A1 وتم منحه براءة الاختراع بتاريخ 4 ديسمبر 2011  الاختراع عبارة عن جسر جديد في طب الأسنان باسم جسر مراد لحالات نقص الدعم العظمي التي تواجه أفراد مجتمعاتنا نتيجة الإهمال في الصحة الفموية بما يوفره من تكاليف مالية على الفرد والطبيب إذا واجهته حالات نقص بعدد الأسنان حيث ليس هناك من حاجة لزيادة عدد الزراعات وإنما يستخدم الاختراع الجديد لتعويضها وهو طريقة معدلة على الطريقة التقليدية تبنى على الدعامات الأساسية وبالاشتراك مع طريقة الجسور المتحركة إضافة إلى اختراع طريقة مخبرية وشبكية للوصل بينها وتم تطبيق الاختراع على حالات كثيرة تجاوزت نسبة نجاحها 90 بالمئة وتم تسجيله عالمياً في جنيف.
منح الدكتور رشاد وسام الإخلاص أيضاً من الدرجة الأولى من قبل رئيس الجمهورية العربية السورية وهو بذلك يكون أول أستاذ جامعي وصيدلاني وطبيب أسنان ينال هذا الوسام.
ألقى محاضراتاً تتعلق بمجال طب الأسنان في العديد من دول العالم ومنها اليابان والولايات المتحدة الأمريكية واستراليا  وألمانيا والكثير.
ولدى الأستاذ رشاد مراد مؤلفات عديدة وحالات سريرية كثيرة منشورة على موقعه الإلكتروني
له العديد من المنشورات العلمية العالمية والأبحاث المنشورة عالمياً في الصيدلة وطب الأسنان كما اهتم بالأبحاث المتعلة بقلع السن واعادة زرعه نفسه إلى مكانه (القلع واعادة الزرع) والمنشورة في مجلات عالمية كندية وعلى موقع الPubMed ومنها:
Epidemiological Characteristics of Retinoblastoma in Children Attending Almouassat University Hospital, Damascus, Syria, 2012-2016
Murad-bridge-Dentures-in-Severely-Reduced-Dentitions-A-Case-Series
Lack of Effects of Recombinant Human Bone Morphogenetic Protein2 on Angiogenesis in Oral Squamous Cell Carcinoma Induced in the Syrian hamster Cheek Pouch
A Viable Treatment Option for Bifurcation
Murad-bridge Dentures in Severely Reduced Dentitions A Case Series

## مؤلفاته
- 2021: كتاب المغنزيوم وتأثيراته الحيوية
- 2020: فكر وآفاق رشاد مراد
- 2020: أخلاقيات الطب والصيدلة
- 2020: كتاب مهارات التواصل في الطب
- 2020: كتاب الانسجام الفيزيولوجي
- 2019: كتاب طب الطوارئ الإسعافي
- 2018: كتاب الدمويات والمناعيات الحديثة[17]

- 2018: كتاب رحلة الغذاء المتوازن[18]
- 2017: كتاب التداخلات الدوائية[19]
- 2017: كتاب العلاجات التطبيقية[20]
- 2016: كتاب (أساسيات علم الأدوية لأطباء الأسنان[21]) تعريب ثنائي اللغة
- 2016: كتاب (الوقاية من السمنة وتدبيرها لدى البالغين[22])
- 2016: كتاب (علم الأدوية عملي) منشورات كلية طب الأسنان جامعة دمشق
- 2016: كتاب (علم تأثير الأدوية 3) منشورات كلية الصيدلة جامعة دمشق
- 2015: كتاب (الممارسة الصيدلانية الجيدة [23])
- الأمراض الباطنة وعلم الأدوية[24]
- عالم طب الأسنان [25]
- لقاح انفلونزا الخنازير بين الحقيقة والوهم[26]
- المستشار في طب الأسنان: مجلة صحية علمية اجتماعية أسسها الدكتور رشاد محمد ثابت مراد في دمشق عام 2013 [27]
- يمكن زيارة المكتبة الالكترونية للدكتور رشاد مراد والتي تتيح تصفح وتحميل مجاني لجميع المؤلفات من خلال الرابط التالي